# Dawnstar
Dawnstar (Estrella del Alba) es una superheroína que aparece en los cómics publicados por DC Comics, principalmente como miembro de la Legión de Super-Héroes en los siglos 30 y 31. Fue creada por Paul Levitz y Mike Grell, y apareció por primera vez en Superboy and the Legion of Super-Heroes #226 (abril de 1977).

## Historia ficticia
Dawnstar (su nombre real, no tiene un nombre en clave de Legión) es del planeta Starhaven, un mundo colonizado por indios americanos secuestrados de la Tierra por una raza alienígena desconocida en el siglo XIII. Su nombre se deriva de la aparición en la Tierra del planeta Venus, la "estrella de la mañana", razón por la cual lleva un adorno de estrella de ocho puntas en la frente.
La gente de Dawnstar es de ascendencia india Anasazi. Los Starhavenites tienen pares de grandes alas de plumas blancas que crecen en la parte superior de la espalda, el resultado de la ingeniería genética realizada por la raza alienígena desconocida que los reasentó y desencadenó sus metagenes. Su apariencia es algo similar a la de los thanagarianos.
Los padres de Dawnstar son Mistrider y Moonwalker, y sus hermanos menores son Greybird y Greatfire. urante su infancia tardía y su adolescencia temprana, sus padres construyeron un negocio próspero gracias a la capacidad de su hija para guiar naves espaciales a través de áreas peligrosas del espacio. También trabajó como guía de cazadores de animales.
Dawnstar recibió una invitación del financista de la Legión, R.J. Brande, para asistir a la Academia de la Legión, y aceptó la oportunidad de mala gana. Fue presentada por primera vez a los legionarios a los 16 años como recién graduada de la Academia. Sus talentos de seguimiento y navegación le valieron la membresía completa en su primera misión. Su estipendio de la Legión se utilizó para pagar la mejora de las defensas de su mundo natal.
Sirvió en muchas misiones con los legionarios, aportando sus talentos a menudo subestimados en el rastreo y los viajes de alta velocidad para realizar muchos rescates de sus colegas, así como investigaciones de desapariciones personales y misterios similares. También aportó estos talentos a muchas aventuras de la Legión en otros tiempos, especialmente en el siglo XX. Cabe destacar aquí su papel inicial en Crisis on Infinite Earths (1985).
Dawnstar tuvo un largo y trágico romance con su compañero Legionario Wildfire. Cada uno respetaba la personalidad abierta y desafiante del otro, aunque se aconsejaban mutuamente trabajar con sus talentos como parte de un equipo en lugar de actuar individualmente. Wildfire se había convertido en un ser anti-energético con un traje de contención y, por lo tanto, no tenía un cuerpo físico, por lo que los dos no podían tener una relación física. Más tarde, en Justice League of America #9 (2007), se mostró a Dawnstar en una relación con una mujer, lo que indica que es bisexual.
Después de que la línea de tiempo de la Legión fuera "restablecida" por la batalla de la Legión con Mordru, se mostró que Dawnstar estaba poseída por una entidad malvada llamada Bounty en la nueva línea de tiempo, quien le amputó las alas y la obligó a usar sus poderes de rastreo como un asesino. Más tarde, Dawnstar fue liberada del control de la entidad. Fue curada espiritualmente, pero su destino nunca se resolvió, ya que desapareció poco antes de que la línea de tiempo de la Legión fuera borrada por los eventos descritos en Zero Hour (1994) y por el reinicio posterior.

## Estado actual
Legion of Super-Heroes (vol. 5) # 15 (febrero de 2006) presentaba una portada de Barry Kitson que mostraba a Dawnstar junto a los miembros clásicos de Legion, Blok y Tyroc. La solicitud de este número insinuó que la Legión se convertiría en los "más grandes héroes del Multiverso". Dawnstar apareció solo brevemente con otros legionarios de iteraciones anteriores del equipo, como un personaje en una "historia de fogata" que muestra la influencia de la Legión y las leyendas y mitos que habían surgido a su alrededor. Este cameo no parece haber tenido la intención de tener lugar en la continuidad de la serie, ni se incluyó en el libro de bolsillo comercial (aunque se incluyó en una colección posterior).
En una historia cruzada JSA-JLA, "The Lightning Saga", Dawnstar (junto con muchos otros legionarios pre-crisis) fue visto como una estatua en la Fortaleza de la Soledad de Superman. Varios miembros de JSA y JLA rastrearon el anillo de vuelo de Dawnstar hasta Thanagar, pero ella lo había dejado allí con una mujer como promesa de regresar.
Dawnstar, con sus alas y su apariencia original, luego se unió a otros legionarios en el siglo XXI en un esfuerzo por salvar la vida de alguien (sostienen varas que se asemejan a las que se usan para una acción similar, para salvar a Lightning Lad, en las historias originales de Silver Age Legion). Aunque se predijo que al menos uno estaba arriesgando su propia vida, nadie murió y el contingente de la Legión regresó al siglo 31.
La Legión que se muestra en esta historia también participó en la historia de "Superman y la Legión de Superhéroes", ambientada en su propio tiempo e involucrando a Superman, en Action Comics # 858–863 (2007–2008). En esta serie, el uniforme de Dawnstar fue ampliamente rediseñado.
Dawnstar se muestra con esta Pre-Crisis Legion en la serie limitada Final Crisis: Legion of 3 Worlds (2008). En esta serie, finalmente admite sus verdaderos sentimientos hacia Wildfire (después de que casi muere tratando de defenderla de Superboy-Prime) y comienza una relación positiva con él.
Después del reinicio de New 52 de DC, Dawnstar fue uno de varios personajes que quedaron varados en el siglo XXI en la serie Legion Lost de 2012-2013. Tras la cancelación de esa serie con el número 16, esos personajes quedaron atrapados en su pasado. En el evento Future's End: 5 Years Later, se muestra que se unió a la Liga de la Justicia.

## Poderes y habilidades
Los poderes únicos de Dawnstar incluyen la capacidad de rastrear formas de vida y objetos a través de años luz de distancia y a través del espacio interestelar. Puede sobrevivir en el espacio profundo durante largos períodos de tiempo sin un traje espacial o una atmósfera viable, generando un campo de fuerza ambiental autosuficiente. En el espacio profundo, puede viajar a velocidades superiores a la de la luz. En una atmósfera terrestre normal o en una gravedad considerable, su velocidad está limitada por la fricción y la resistencia.

### Equipo
Como miembro de la Legión de Super-Héroes, se le proporciona un anillo de vuelo de la Legión. Si bien no la necesita la mayor parte del tiempo, puede usar la señal como ayuda, para monitorear su ubicación y para otros usos que no sean de vuelo.

## Otras versiones
- Dawnstar no apareció en las historias de Legion posteriores a Zero-Hour ("reinicio"), excepto por un cruce de múltiples líneas de tiempo y Legiones hechas por Time Trapper. Varias versiones de ella, incluido un demonio con alas de cuero y cuernos de carnero, se mostraron a la vez.[12]
- A partir de la serie limitada del reinicio "Legion Lost", se representó a un personaje llamado Shikari de una especie no humana, los Kwai. Shikari tenía alas de insectoide, un exoesqueleto blindado que podía activar para viajes espaciales y poderes de búsqueda de caminos (en lugar de rastreo) de alcance similar. Hubo algunas especulaciones de que se trataba de una versión revisada de Dawnstar.
- Dawnstar no apareció en las historias de Legion "tercer reinicio" recientemente concluidas, pero se ha convertido en un personaje habitual en la nueva Legion Lost, que la tiene a ella y a varios de sus compañeros de Legion de la continuidad reiniciada (una vez más) varados en el siglo XXI.
- Un antepasado de Dawnstar, conocido como Wildstar, es miembro del equipo de héroes del siglo XXI R.E.B.E.L.S.. Tiene los poderes combinados de Dawnstar y Wildfire.
- Dawnstar aparece en DC Bombshells.
- Dawnstar aparece en el cómic digital de la temporada 11 de Smallville basado en la serie de televisión.[13]

## En otros medios

### Televisión
Dawnstar hace un cameo en el final de la serie Legion of Super Heroes, "Dark Victory".

### Cine
- Dawnstar aparece en JLA Adventures: Trapped In Time[14] con la voz de Laura Bailey.
- Dawnstar hace un cameo en la escena final de Justice League vs. The Fatal Five como uno de los legionarios que viaja al siglo XXI para honrar a su miembro caído Star Boy.
- Dawnstar aparece en la película animada de 2023 Legion of Super-Heroes, con la voz de Cynthia Hamidi. Esta versión es una estudiante de la Academia de la Legión, donde conoce a Supergirl, en admirarla y la presenta con el equipo. Luego, después de un ataque a la Academia a manos de Mon-El y el Círculo Oscuro, ella es prisionera con otros compañeros de clase, hasta que es rescatada por Phantom Girl, al reunirlos con los demás y enfrentar a sus enemigos.

### Varios
- También aparece, pero con diálogos y mucha acción, en el número 19 del cómic Legion of Super Heroes basado en el programa de televisión animado titular.